# Claude Goudimel
Claude Goudimel (Besançon, ca. de 1514-1520 - Lion, entre 28 e 31 de agosto de 1572) foi um compositor e editor francês.
Durante muito tempo se discutiu a respeito de Goudimel ter sido professor de Palestrina. O que se sabe é que suas primeiras obras (chanson) foram publicadas em 1549, e que neste momento ele era aluno na Universidade de Paris. Em 1551 começou a trabalhar como revisor para o editor parisiense Nicolas du Chemin, de quem se tornou sócio entre 1552-1555.
Em 1551 foi publicada sua primeira coleção de Salmos. Em 1552 publicou composições sobre sonetos e odes de Pierre de Ronsard. Seu período mais produtivo foi entre 1551-58, quando compôs a maioria de suas obras: chansons, salmos, motetos, odes e missas.
A partir de 1557 passou a residir na cidade huguenote de Metz, quando trabalhou em colaboração com o poeta Louis des Masures na produção do primeiro Saltério completo, em 1564. 
Foram os Salmos que ficaram como a parte mais conhecida da produção de Goudimel. Ele os compunha em 3 estilos:
- Nota contra nota - quando todas as vozes mantém o mesmo ritmo da melodia principal, facilitando o canto congregacional
- Contraponto livre - imitativo, tomando a melodia do "Saltério Genebrino" como base
- Moteto - no qual as melodias do "Saltério Genebrino" servem como cantus firmus

Suas composições para os salmos calvinistas foram em grande quantidade, publicadas em diversos volumes entre 1551 e 1566. Entretanto, devido às restrições para o uso da música, especialmente polifônica, na liturgia calvinista, considera-se que a produção de Goudimel tenha servido mais para a devoção privada da nobreza huguenote francesa.
Goudimel foi assassinado durante os massacres da noite de São Bartolomeu, em 1572.